# Cuevas de Provanco
Cuevas de Provanco is een gemeente in de Spaanse provincie Segovia in de regio Castilië en León met een oppervlakte van 38,44 km². Cuevas de Provanco telt 142 inwoners (1 januari 2016).

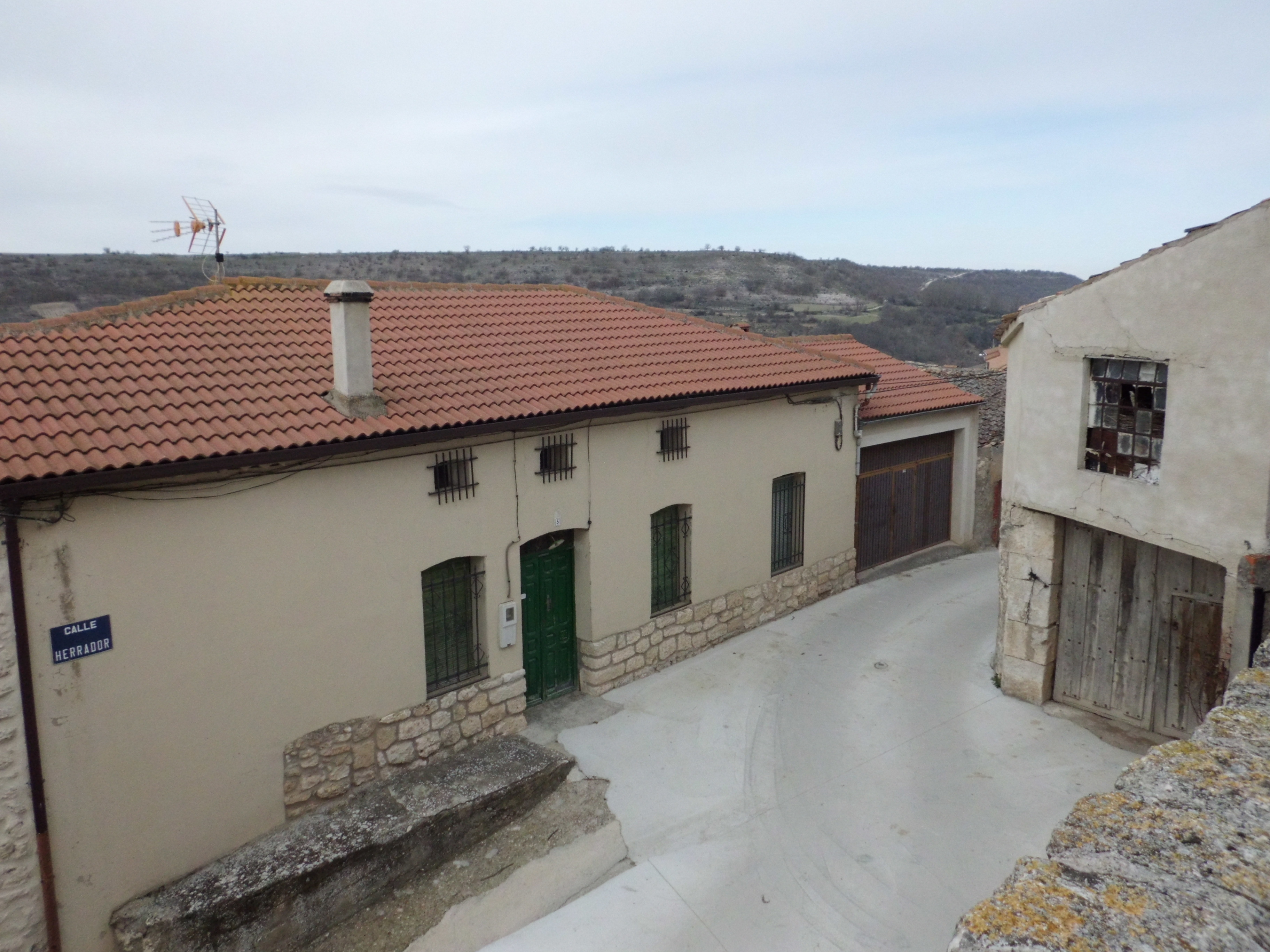
Straat in Cuevas
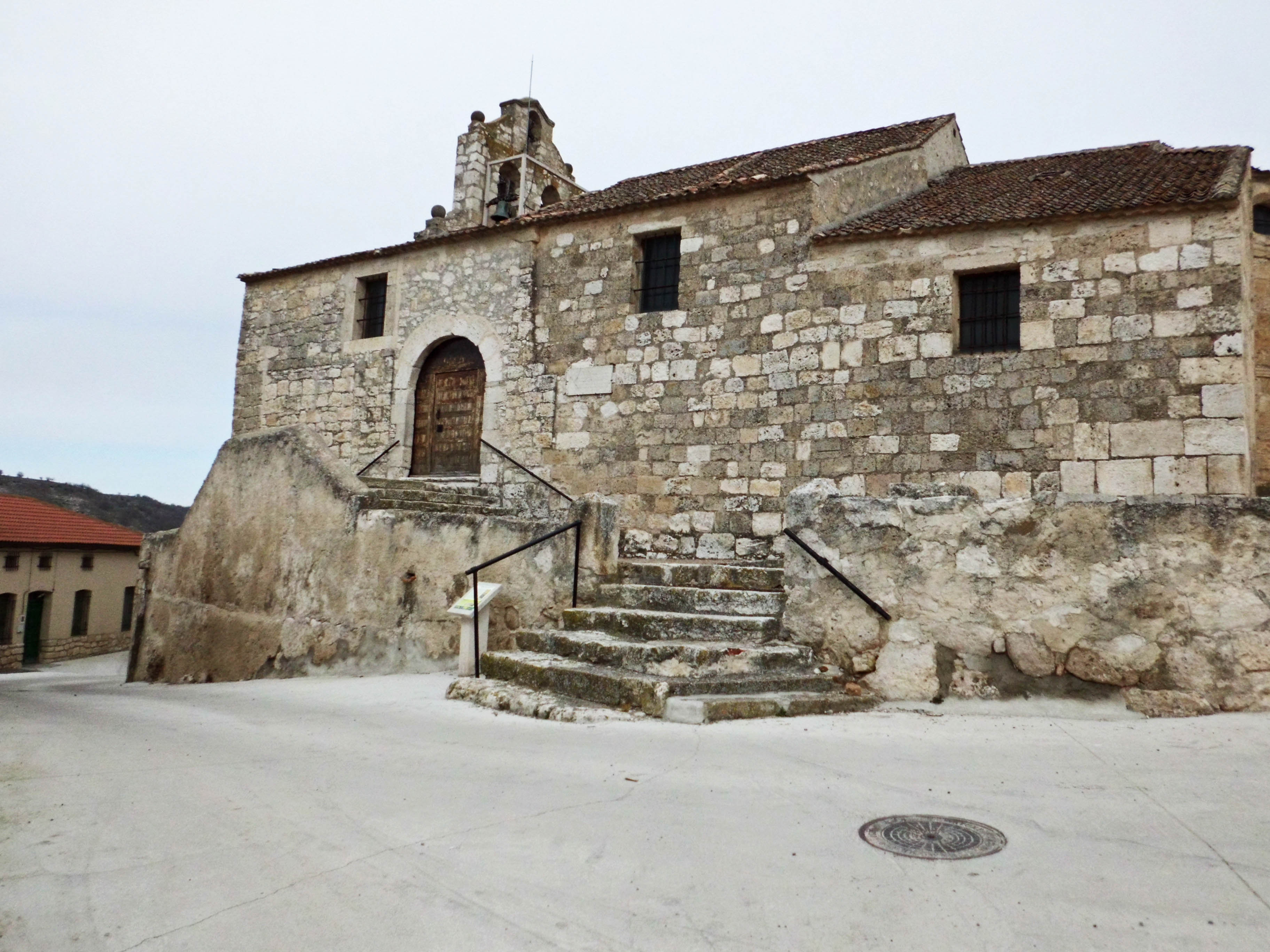
Kerk Vera Cruz

## Demografische ontwikkeling
Bron: INE, 1857-2011: volkstellingen
Opm.: Tussen 1967 en 1989 behoorde Cuevas de Provanco tot de gemeente Sacramenia